# Schmitty
Schmitty, eigentlich Inspector Schmidt, ist der wichtigste Held der unter dem Pseudonym „George Bagby“ erschienenen Kriminalromane des amerikanischen Erzählers Aaron Marc Stein seit 1935. 
Der „etwas farblos wirkende und ständig über Fußschmerzen jammernde New Yorker Cop“ ist trotz seiner menschlichen Schwächen u. a. von Sherlock Holmes inspiriert. Das Pseudonym George Bagby fungiert nicht nur als Autorenangabe, sondern auch als „the Watson to Schmidt's Holmes, following him on cases, and acting as biographer“, also eine eigenständige Figur innerhalb der Serie. Schmitty gilt als bedeutender Protagonist der internationalen Krimiliteratur. Zwischen 1935 und 1983 entstanden insgesamt 51 Romane um ihn. 
Schmitty wurde u. a. ins Deutsche, Französische und Spanische übersetzt.

## Die Schmitty-Romane
Nach Allen J. Hubin: Revised Crime Fiction IV
- Murder at the Piano, 1935
- Ring Around a Murder, 1936
- Murder Half Baked, 1937
- Murder on the Nose, 1938
- Bird Walking Weather, 1939
- The Corpse with the Purple Thighs, 1939
- The Corpse Wore a Wig, 1940
- Here Comes the Corpse, 1941
- Red Is for Killing, 1941
- Murder Calling „50“, 1942
- Dead on Arrival, 1946
- The Original Carcase, 1946
- The Twin Killing, 1947
- In Cold Blood, 1948
- The Starting Gun, 1948
- Coffin Corner, 1949
- Drop Dead, 1949
- Blood Will Tell, 1950
- Death Ain’t Commercial, 1951
- The Corpse with the Sticky Fingers, 1952
- Scared to Death, 1952
- Dead Drunk, 1953
- Give the Little Corpse a Great Big Hand, 1953
- The Body in the Basket, 1954
- A Dirty Way to Die, 1955
- Cop Killer, 1956
- Dead Storage, 1957
- Dead Wrong, 1957
- The Three-Time Losers, 1958
- The Real Gone Goose, 1959
- Evil Genius, 1961
- Murder’s Little Helper, 1963
- Mysteriouser and Mysteriouser, 1965
- Dirty Pool, 1966
- Corpse Candle, 1967
- Another Day-Another Death, 1968
- Honest Reliable Corpse, 1969
- Killer Boy Was Here, 1970
- My Dead Body, 1976
- Two in the Bush, 1976
- Innocent Bystander, 1977
- The Tough Get Going, 1977
- Better Dead, 1978
- Guaranteed to Fade, 1978
- I Could Have Died, 1979
- Mugger’s Day, 1979
- Country and Fatal, 1980
- A Question of Quarry, 1981
- The Sitting Duck, 1981
- The Golden Creep, 1982
- The Most Wanted, 1983

## Einzelbelege
1. ↑  Alex Flückiger: Lexikon der internationalen Krimiautoren; 2005, S. 345
2. ↑  http://www.magicdragon.com/UltimateMystery/authorsS.html
3. ↑  eigenes Stichwort in Reclams Kriminalromanführer, 1978